# Sony Ericsson Xperia X10 mini
Sony Ericsson Xperia X10 mini (E10i) — смартфон фирмы Sony Ericsson в корпусе типа «моноблок», анонсированный 14 февраля 2010 года. В России поступил в продажу 4 июня 2010 года. Аппарат базируется на операционной системе Android версии 1.6 Donut (с ноября 2010 года доступно обновление до версии 2.1 Eclair). На фоне прочих смартфонов его выделяют компактные размеры: 83x50x16 мм. Аппарат снабжён проекционно-ёмкостным сенсорным экраном диагональю 2,6" и разрешением 240 на 320 пикселей (QVGA). Так же имеется разъём 3,5 мм для наушников. Задняя панель — съёмная. А вот аккумулятор, в отличие от модели Sony Ericsson Xperia X10 mini pro — нет.

## Технические характеристики
| Общие характеристики                 | Общие характеристики                                            |
| ------------------------------------ | --------------------------------------------------------------- |
| Диапазоны частот                     | GSM 850, GSM 900, GSM 1800, GSM 1900, 3G (UMTS)                 |
| Тип корпуса                          | классический                                                    |
| Конструкция                          | клавиша перемещения                                             |
| Антенна                              | Внутренняя                                                      |
| Вес                                  | 88 г                                                            |
| Размеры                              | 83x50x16 мм                                                     |
| Звонки                               |                                                                 |
| Тип мелодий                          | полифонический, поддержка MP3, AAC, MIDI, WAV (PCM), OGG, eAAC  |
| Виброзвонок                          | есть                                                            |
| Связь                                |                                                                 |
| Интерфейсы                           | Wi-Fi, USB, Bluetooth, A-GPS, Акселерометр, ANT+                |
| Доступ в интернет                    | WAP, GPRS, EDGE, UMTS, POP/SMTP-клиент, RSS-агрегатор           |
| Модем                                | есть                                                            |
| Синхронизация с компьютером          | есть                                                            |
| Сообщения                            |                                                                 |
| Дополнительные функции SMS           | ввод текста со словарем                                         |
| MMS                                  | +                                                               |
| EMS                                  | -                                                               |
| Другие функции                       |                                                                 |
| Громкая связь (встроенный динамик)   | есть                                                            |
| Автодозвон                           | -                                                               |
| Режимы кодирования звука HR, FR, EFR | есть                                                            |
| Экран                                |                                                                 |
| Тип экрана                           | цветной, TFT экран, 224 цветов.                                 |
| Размер изображения                   | 240х320 пикс.                                                   |
| Русификация                          | есть                                                            |
| Мультимедийные возможности           |                                                                 |
| Встроенная фотокамера                | 5 млн пикс., 2560x1920, встроенная вспышка, автофокус           |
| Запись видеороликов                  | есть                                                            |
| Аудио                                | FM-радиоприемник, MP3-проигрыватель                             |
| Диктофон                             | -                                                               |
| Игры                                 | есть                                                            |
| Java-приложения                      | -                                                               |
| Процессор                            | Qualcomm MSM7227, 600 МГц + графический 3D ускоритель           |
| Объём оперативной памяти             | 256 МБ.                                                         |
| Объём встроенной памяти              | 128 МБ. NAND-flash                                              |
| Тип карты памяти                     | MicroSD (SDHC) до 16 ГБ.                                        |
| Питание                              |                                                                 |
| Тип аккумулятора                     | Sony Ericsson 1227-8101, Li-Polymer Battery, 950mAh 3.7V 3.6Wh. |
| Ёмкость аккумулятора                 | 985 мАч                                                         |
| Время разговора                      | 4:00 ч: мин                                                     |
| Время ожидания                       | 360:00 ч: мин                                                   |